# El día más largo (película)
El día más largo (título original: The Longest Day) es una película estadounidense de 1962 dirigida por Ken Annakin, Andrew Marton y Bernhard Wicki. Está basada en la novela homónima escrita por Cornelius Ryan, que trata sobre el desembarco de Normandía.

## Argumento
La película es un minucioso relato del histórico desembarco de las tropas aliadas en el 6 de junio de 1944 en las playas de Normandía y de los enfrentamientos que ocurrieron por ello durante ese día en esos lugares hasta que los aliados pudieron tomarlas el mismo día, unos acontecimientos que ocurrieron allí durante la Segunda Guerra Mundial (1939-1945) y que llevaron al fin de la guerra el año siguiente.

## Reparto
Otro de los elementos interesantes de la película es su extenso reparto, repleto de grandes figuras. Este es el reparto del filme.
| Actor                  | Personaje                                    |
| ---------------------- | -------------------------------------------- |
| Eddie Albert           | Coronel Thompson                             |
| Paul Anka              | U.S. Army Ranger                             |
| Arletty                | Madame Barrault                              |
| Patrick Barr           | Group Capt. James Martin Stagg               |
| Jean-Louis Barrault    | Padre Louis Roulland                         |
| Michael Beint          | Bit Part                                     |
| Richard Beymer         | Schultz                                      |
| Hans Christian Blech   | Mayor Werner Pluskat                         |
| Bourvil                | Alcalde de Colleville-sur-Orne               |
| Vicco von Bülow        | Oficial alemán                               |
| Richard Burton         | Oficial de la RAF David Campbell             |
| Wolfgang Buttner       | Mayor general Dr. Hans Speidel               |
| Red Buttons            | Soldado John Steele                          |
| Lucien Camiret         | Bit Part                                     |
| Pauline Carton         | Criada                                       |
| Jean Champion          | Bit Part                                     |
| Brian Coleman          | Ronald Callen                                |
| Sean Connery           | Soldado Flanagan                             |
| John Crawford          | Coronel Caffrey                              |
| Jo D'Avra              | Capitán naval francés                        |
| Mark Damon             | Soldado Harris                               |
| Ray Danton             | Capitán Frank                                |
| Richard Dawson         | Soldado británico                            |
| Eugene Deckers         | Oficial nazi                                 |
| Irina Demick           | Jaine Boitard                                |
| Colin Drake            | Zanuck                                       |
| Michael Duchaussoy     | Extra                                        |
| Fred Dur               | U.S. Army Ranger Major                       |
| Fabian                 | U.S. Army Ranger                             |
| Mel Ferrer             | Maj. Gen. Robert Haines                      |
| Frank Finlay           | Soldado Coke                                 |
| Henry Fonda            | General de brigada Theodore Roosevelt, Jr.   |
| Steve Forrest          | Capitán Harding                              |
| Harry Fowler           | Bit part                                     |
| Bernard Fox            | Soldado británico                            |
| Robert Freitag         | Meyer's aide                                 |
| Bernard Fresson        | Bit part                                     |
| Gert Fröbe             | Sargento Kaffeekanne                         |
| Lutz Gabor             | Bit part                                     |
| Leo Genn               | Brig. Gen. Edwin P. Parker Jr.               |
| Harold Goodwin         | Bit part                                     |
| Henry Grace            | Dwight D. Eisenhower                         |
| John Gregson           | Capellán militar británico                   |
| Clement Harari         | Bit part                                     |
| Paul Hartmann          | Mariscal de campo Gerd von Rundstedt         |
| Ruth Hausmeister       | Lucie Rommel                                 |
| Jack Hedley            | Oficial de la RAF                            |
| Peter Helm             | Young GI                                     |
| Werner Hinz            | Mariscal de campo Erwin Rommel               |
| Michael Hinz           | Manfred Rommel                               |
| Donald Houston         | RAF piloto en la base de vuelo               |
| Jeffrey Hunter         | Sargento (después teniente) John H. Fuller   |
| Karl John              | Wolfgang Hager                               |
| Curd Jürgens           | Maj. Gen. Günther Blumentritt                |
| Til Kiwe               | Helmuth Lang                                 |
| Alexander Knox         | Maj. Gen. Walter Bedell Smith                |
| Michael Knox           |                                              |
| Simon Lack             | Trafford Leigh-Mallory                       |
| Peter Lawford          | Lord Lovat                                   |
| Fernand Ledoux         | Louis                                        |
| Rudy Lenoir            | Bit part                                     |
| Joseph Lowe            | Ranger en Pointe du Hoc                      |
| Wolfgang Lukschy       | Alfred Jodl                                  |
| Howard Marion-Crawford | Doctor                                       |
| Christian Marquand     | Capitán de corbeta Philippe Kieffer          |
| Dewey Martin           | Soldado Wilder                               |
| Neil McCallum          | Bit part                                     |
| Roddy McDowall         | Soldado Morris                               |
| Michael Medwin         | Soldado Watney                               |
| Edward Meeks           |                                              |
| John Meillon           | Alan G. Kirk                                 |
| Kurt Meisel            | Ernst During                                 |
| Bill Millen            | Bill Millen                                  |
| Sal Mineo              | Soldado Martini                              |
| Robert Mitchum         | Brig. Gen. Norman Cota                       |
| Tony Mordente          | Cocinero                                     |
| Kenneth More           | Comandante Colin Maud                        |
| Louis Mounier          | Arthur William Tedder                        |
| Richard Munch          | Erich Marcks                                 |
| Bill Nagy              | Bit part                                     |
| Edmond O'Brien         | General Raymond D. Barton                    |
| Kurt Pecher            | Comandante alemán                            |
| Rainer Penkert         | Fritz Theen                                  |
| Leslie Phillips        | Oficial de la Royal Air Force                |
| Siân Phillips          | WREN                                         |
| Wolfgang Preiss        | Maj. Gen. Max-Josef Pemsel                   |
| Maurice Poli           | Jean                                         |
| Ron Randell            | Joe Williams                                 |
| Hartmut Reck           | Bernard Bergsdorf                            |
| Trevor Reid            | Bernard L. Montgomery                        |
| Madeleine Renaud       | Madre superiora                              |
| Heinz Reincke          | Josef Priller                                |
| Georges Riviere        | hombre de Montlaur                           |
| John Robinson          | Bertram Ramsay                               |
| Norman Rossington      | Soldado Clough                               |
| Paul Edwin Roth        | Coronel Schiller                             |
| Marcel Rouze           | Bit part                                     |
| Robert Ryan            | Brig. Gen. James M. Gavin                    |
| Tommy Sands            | U.S. Army Ranger                             |
| Dietmar Schönherr      | General de la Luftwaffe                      |
| Ernst Schröder         | General Hans von Salmuth                     |
| George Segal           | comando #1 en el acantilado                  |
| Jean Servais           | RAdm. Janjard                                |
| Hans Sohnker           | Oficial alemán                               |
| Heinz Spitzner         | Helmuth Meyer                                |
| Bob Steele             | Paracaidista                                 |
| Rod Steiger            | Comandante de destructor                     |
| Lee Strasberg          | Sargento Forster                             |
| Nicholas Stuart        | Omar N. Bradley                              |
| Alice Tissot           | Ama de casa                                  |
| Richard Todd           | Mayor John Howard                            |
| Serge Tolstoy          | Oficial alemán                               |
| Tom Tryon              | Teniente Wilson                              |
| Peter van Eyck         | Teniente coronel Ocker                       |
| Lionel Vitrant         | Primer paracaidista que pisa tierra francesa |
| Robert Wagner          | U.S. Army Ranger                             |
| Richard Wattis         | Soldado británico                            |
| Stuart Whitman         | Teniente Sheen                               |
| Georges Wilson         | Alexandre Renaud                             |
| John Wayne             | Teniente coronel Benjamin H. Vandervoort     |
| Dominique Zardi        | Bit part                                     |

## Comentarios
La película está basada en el libro de Cornelius Ryan El día más largo, que narra el día D del desembarco de Normandía el 6 de junio de 1944. El libro fue adaptado para el cine por Romain Gary, James Jones, David Pursall, el propio Cornelius Ryan y Jack Seddon. El film fue dirigido por Ken Annakin (exteriores británicos), Andrew Marton (exteriores americanos), Gerd Oswald (escenas de los paracaidistas), Bernhard Wicki (escenas alemanas) y Darryl F. Zanuck.
Decenas de asesores militares ayudaron a la producción del filme para dar un mayor realismo y credibilidad a las escenas.  Los productores querían retratar a la perfección los dos bandos. De modo que participaron en la película auténticos militares Günther Blumentritt (general alemán), James M. Gavin (general estadounidense), Philippe Kieffer (oficial francés que lidera el grupo que libera Ouistreham), Max Pemsel (general alemán),  John Howard (mayor británico que dirige el grupo aerotransportado que conquista el Puente Pegasus), Werner Pluskat (el primer oficial alemán que ve el desembarco en las playas), y Josef "Pips" Priller (piloto alemán).
Una curiosidad de la película es que todos los personajes que aparecen en ella hablan su propio idioma. La productora prefirió añadir subtítulos en los personajes alemanes o franceses en vez de que hablasen en inglés, con el consiguiente acento. De esta manera, se quería escapar del estereotipo de nazi y dar mayor realismo y humanidad a los personajes. De todas maneras el saludo nazi "Sieg, heil!" no aparece en ningún momento de la película, salvo escrito en una viga del sótano del casino, donde los alemanes operan un cañón.

## Rodaje
- Durante el rodaje del asalto de la Playa de Omaha, los soldados estadounidenses no querían saltar al agua al argumentar que hacia demasiado frío. Robert Mitchum, que interpreta al general Norm Cota, se enfadó con ellos y saltó el primero. Los otros no tuvieron más remedio que seguir su ejemplo.
- Con un presupuesto de 10 millones de dólares fue el film en blanco y negro más caro de la historia. Solo sería superado en 1993 por La lista de Schindler.[5]

## Premios
El día más largo ganó dos premios de la Academia por la mejor fotografía en blanco y negro y por los mejores efectos especiales. Aparte de esto, fue nominado a la mejor dirección artística en blanco y negro, al mejor montaje y a la mejor película.